# Keychain
Keychain (укр. Зв'язка ключів) — функція (іншими словами — технологія), завдяки якій, в одному місці операційної системи Mac OS X, в захищеному вигляді, зберігаються особисті дані користувача (логіни та паролі).
Основне призначення функції Keychain полягає в тому, щоб автоматично вводити паролі замість користувача. Але вона ж дозволяє записувати та зберігати конфіденційну інформацію: номери кредитних карток, пін-коди і т. д. Звичайно, ці дані система вводити ніде не буде, але вони будуть зберігатися в одному місці, для отримання доступу до якого теж потрібен пароль.
На одному комп'ютері можливо зберігати декілька зв'язок ключів.
Для перегляду зв'язки ключів використовується програма Keychain Access.